# VideoLAN

Gemeinsames Logo für alle VideoLAN-Projekte

VideoLAN ist ein Projekt der französischen Ingenieurschule École Centrale Paris aus Châtenay-Malabry bei Paris. In Zusammenarbeit mit unabhängigen Entwicklern aus über 20 Ländern und ehemaligen Studenten der Schule entwickelt VideoLAN eine quelloffene Streaming-Lösung für digitale Audio- und Videoformate, zudem werden Encoder, Decoder und andere Hilfsprogramme für verschiedene digitale Audio- und Videoformate entwickelt. Das Projekt hat über 50 Mitglieder, von denen etwa 15 bis 20 regelmäßig mitarbeiten. Das bekannteste und verbreitetste Produkt des Projektes ist der VLC media player.
Sämtliche Arbeiten sind Open Source, wodurch sie von jedermann eingesehen, weitergegeben, benutzt und verändert werden dürfen. Ganz überwiegend veröffentlicht das Projekt unter der GNU General Public License, einzelnen Projekte wie der AV1-Decoder dav1d stehen aber unter der copyleftfreien BSD-Lizenz.

## Systemunterstützung
Es werden sowohl 32-Bit- als auch 64-Bit-Versionen der Systeme Windows, macOS und Linux unterstützt.

## Unterprojekte
VideoLAN besteht aus mehreren Unterprojekten:
1. dem universellen VLC media player zur Wiedergabe von diversen Audio-/Videodateien, DVDs, VCDs und Streams aus einem Netzwerk, der ursprünglich nur zur Wiedergabe von Streams entwickelt wurde. Mittlerweile wurden zahlreiche Eigenschaften des hauseigenen VideoLAN Servers übernommen,
2. dem VideoLAN Server zum Streaming von DVDs, einer begrenzten Zahl von Audio-/Videoformaten und digitalen TV-Signalen. Er wird seit etwa Sommer 2003 nicht mehr kontinuierlich weiterentwickelt, da der VLC media player die meisten Fähigkeiten übernommen hat, auf mehr Betriebssystemen läuft und weitaus einfacher zu benutzen ist,
3. vielen kleineren Bibliotheken wie libdvdcss zur Entschlüsselung des CSS-Kopierschutzes von DVDs, libdca (ehemals libdts) zur Wiedergabe von Audiospuren im DTS-Format und x264 zur Kodierung von Videospuren im MPEG-Format H.264,
4. der VLMC VideoLAN Movie Creator, einer semiprofessionellen Videoschnittsoftware, welcher bisher in der Version 0.2.0 als Windows-Version veröffentlicht wurde. Er ist als plattformunabhängige Software konzipiert und aktuell als Windows-, Linux- und Mac-OS-X-Version verfügbar.
5. DVBlast eine einfache und leistungsstarke MPEG-2/TS Demux- und Streaming-Anwendung.
6. X264 Ein Konverter um Videostreams in h.264 Format zu konvertieren

## Die Streaming-Lösung
Die ursprüngliche Streaming-Lösung besteht aus dem VideoLAN Server und dem VLC media player. Damit war das Streaming von digitalen TV-Inhalten, DVDs und MPEG- & DivX-Filmdateien über den Campus der École Centrale Paris möglich. Mittlerweile wurden beide Programme erweitert, sodass auch Streaming über das Internet realisierbar ist. Dabei werden eine Vielzahl von Protokollen unterstützt, wie UDP, RTP, HTTP, MMS etc. Es stehen sowohl IPv4- und IPv6-Adressbereiche zur Verfügung, als auch die beiden unterschiedlichen Streaming-Möglichkeiten Unicast und Multicast. VLC unterstützt mittlerweile auch Video-on-Demand, so dass es durchaus mit Streaminglösungen kommerzieller Anbieter konkurrieren kann. Es wird zurzeit von mehreren Firmen kommerziell eingesetzt, beispielsweise beim französischen ISP Free oder der niederländischen Streamingfirma First Mile TV.
Durch die Weiterentwicklung des VLC media player zu einem eigenen Streaming-Server wurde das Konzept der Lösung seit Januar 2003 aufgeweicht. Eine mittelbare Folge davon ist, dass die Lösung auch von Benutzern ohne große Vorkenntnisse eingesetzt werden kann, da der VLC media player im Gegensatz zu dem VideoLAN Server über eine grafische Oberfläche verfügt.

## Weiteres
Das VideoLAN-Projekt betreibt nach eigener Aussage eine der besten Endnutzerunterstützungen der Open-Source-Medienplayer-Szene. Dieses ist darauf zurückzuführen, dass Benutzer auf ihre Fragen binnen 24 Stunden qualifizierte Antworten von den Kernentwicklern und weiteren aktiven Mitgliedern erhalten. Dabei können die Benutzer je nach Dringlichkeit und Art der Frage zwischen vier unterschiedlichen Möglichkeiten zur Kontaktaufnahme wählen.
Die unterschiedlichen Projekte der Open-Source-Softwareszene zur Erstellung von Medienplayern wie xine, MPlayer und VideoLAN stehen in überwiegend freundschaftlichem Wettkampf zueinander. Dabei werden oftmals die gleichen Programmbibliotheken wie beispielsweise FFmpeg für ähnliche Zwecke verwendet.
Der norwegische Programmierer Jon Lech Johansen, der durch die Umgehung des Abspielschutzes CSS von DVDs und des im iTunes Music Store benutzten DRM-Systems FairPlay bekannt wurde, ist Mitglied des VideoLAN-Teams.
VLC for Android wird im Playstore von der Partnerorganisation Videolabs bereitgestellt. Das 2012 von Jean-Baptiste Kempf gründete Unternehmen verkauft Dienstleistungen rund um VLC und unterstützt die Entwicklung der Software finanziell.